# Räven
För andra betydelser, se Räven (olika betydelser).
Räven (Vulpecula på latin) är en svag stjärnbild på norra stjärnhimlen. Den är en av de 88 moderna stjärnbilderna som erkänns av den Internationella Astronomiska Unionen. Alfa Vulpeculae är den ljusaste stjärnan i stjärnbilden.

## Historik
Stjärnbilden Räven skapades av astronomen Jan Hevelius, som kallade den Vulpecula cum Anser; "den lilla räven med gåsen" - han avbildade stjärnbilden som en rävunge med en gås (lat. anser) i munnen. Senare kom stjärnbilden att delas upp i två; Räven och Gåsen. Numera räknas de båda åter som en enda stjärnbild med namnet Räven. Fortfarande kallas dock ibland stjärnan Alfa Vulpeculae för Anser.

## Stjärnor

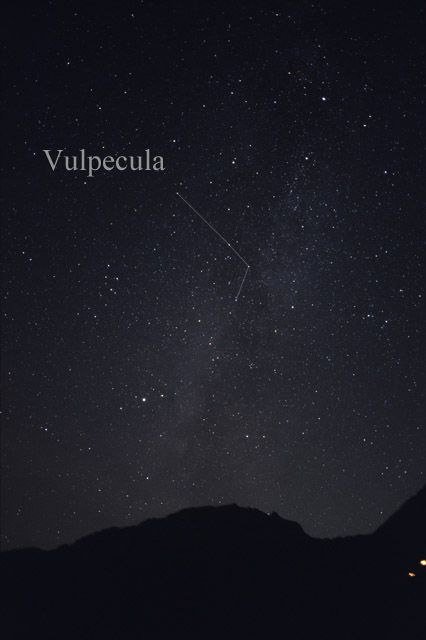
Stjärnbilden Räven (Vulpecula) somden kan ses med blotta ögat.

Det här är de ljusaste stjärnorna i konstellationen.
- α - Alfa Vulpeculae (Anser, Lukida, Lucida Anseris) är den ljusstarkaste stjärnan i Räven. Den har magnitud 4,44.
- 23 Vulpeculae är den näst ljusstarkaste stjärnan 4,52.
- 31 Vulpeculae 4,59.
- HD 189733 (V452 Vulpeculae) är en dubbelstjärna 0,3 grader öster om Messier 27. I oktober 2005 upptäcktes en exoplanet, HD 189733 b, som har sitt omlopp kring primärstjärnan.
- PSR B1919+21 är den allra första pulsaren som upptäcktes, 1967

## Djuprymdsobjekt

### Stjärnhopar
- NGC 6823 är en öppen stjärnhop som ligger i nebulosan NGC 6820.
- NGC 6885 (Caldwell 37) är en öppen stjärnhop.
- Brocchis samling (Al Sufis samling, Collinder 399) är en öppen stjärnhop som första gången beskrevs av den persiske astronomen Al Sufi, som beskrev den i sitt verk ”Book of Fixed Stars” år 964. De starkaste stjärnorna i Brocchis samling bildar en asterism som kallas Klädhängaren, som är lätt att känna igen med en fältkikare.[3]

### Galaxer
- NGC 7052 är en elliptisk galax med aktiv galaxkärna som finns på ett avstånd av 191 miljoner ljusår.

### Nebulosor
- Hantelnebulosan (Messier 27 eller NGC 6853) är en planetarisk nebulosa, som var den allra första som upptäcktes 1764 av Charles Messier.
- NGC 6820 är en emissionsnebulosa som omger stjärnhopen NGC 6823.